# Julian Andretti

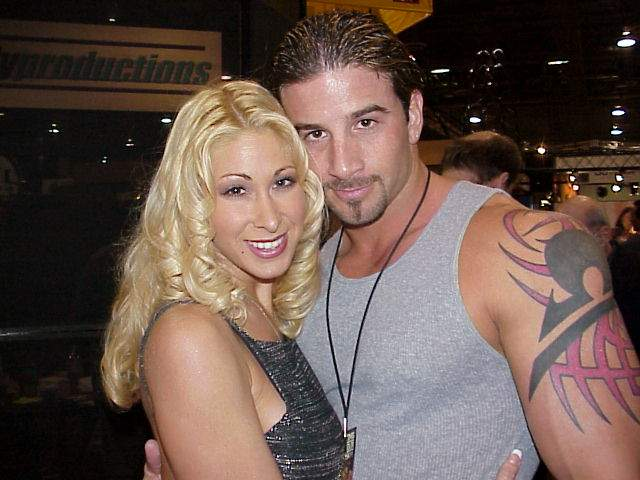
Tiffany Mynx und Julian Andretti

Julian Andretti, eigentlich James Julian Rios (* 12. Oktober 1970 in Santiago de Chile, Chile), ist ein US-amerikanischer Pornodarsteller chilenischer Herkunft.

## Karriere
Mit seiner Karriere als Darsteller in hochklassigen Pornofilmproduktionen begann Julian Andretti nach erfolgreichem Absolvieren der militärischen Ausbildung bei der US-Marine sowie eines Einsatzes im Golfkrieg. Er spielte ab Mitte der 1990er-Jahre sowohl in heterosexuellen Filme unter dem Pseudonym Julian als auch unter dem Namen Jordan Rivers in schwulen und bisexuellen Filmen mit. Weitere Pseudonyme sind Julien und Julio Ruiz. Er spielte in dem preisgekrönten Parodie-Pornofilm Space Nuts.
Am 6. Mai 2000 heiratete er in Nevada die Pornodarstellerin Jill Kelly, ließ sich aber bereits Ende 2001 wieder von ihr scheiden. Seit dem 5. März 2005 ist er mit der kanadischen Pornodarstellerin Lanny Barbie verheiratet.

## Auszeichnungen
- 1999: XRCO Award als Best Male-Female Couple zusammen mit Gwen Summers in Nothing to Hide 3 & 4[1]